# Coazione all'adempimento
La coazione all'adempimento è un tipo di tutela offerta dall'ordinamento italiano tramite la quale si costringe un soggetto obbligato ad adempiere per l'obbligazione non adempiuta in precedenza. La costrizione sarà giuridica e non fisica ed è costituita da un ordine impartito dal giudice, dopo domanda effettuata da colui che vanta un diritto su tale obbligazione.

## Caratteristiche
La coazione all'adempimento è speculare alla tecnica risarcitoria in quanto un soggetto, a fronte di un inadempimento, può chiedere o di essere risarcito oppure di ottenere la specifica prestazione prevista dall'obbligazione: in realtà entrambi i rimedi possono coesistere nel caso sia ottenibile un risarcimento anche per il danno subito medio tempore a causa dell'inadempimento.
Risarcimento e coazione all'adempimento sono molto diversi, in quanto nel primo si mira ad una prestazione per equivalente (interesse positivo), nella seconda alla prestazione originaria in forma specifica (interesse primario).
Non potendo realizzare questa tutela da solo il soggetto dovrà rivolgersi necessariamente agli organi giudiziali che provvederanno ad espropriare beni, irrogare sanzioni a seconda del tipo di obbligazione e della praticabilità del rimedio in via diretta. Proprio per questi aspetti per molti questa forma di tutela è a stretto ridosso del processo esecutivo.

## Ambito
L'ambito e l'operatività di questa forma di tutela sono oggetto di vivace dibattito in dottrina. 
Si può dire che questa tutela può essere apprestata ogni qualvolta ci sia un inadempimento derivante da contratto od obbligazione anche non contrattuale. L'ambito in questo caso diviene pressoché illimitato a causa dell'atipicità dei contratti e del contenuto aperto che può avere un'obbligazione.
Più discusso e ambiguo è il caso di obblighi e doveri scaturiti da rapporti a carattere reale: esempi di scuola sono i rapporti di vicinato e le servitù. Se generalmente sono ritenuti tutelabili con misure di esecuzione specifica, ma solo queste due fattispecie, più incertezza riguarda il legittimato che può chiedere questa tutela.

## Fattispecie

### Dare e facere
Negli obblighi di dare o fare si distingue solitamente tra prestazioni fungibili ed infungibili: le prime possono essere eseguite anche da terzi (salvo poi addebitare le spese all'obbligato), le secondo no. Si distingue tra infungibilità materiale, dove non è proprio materialmente possibile la surroga da parte di terzi, e infungibilità giuridica qualora fosse possibile materialmente ma comunque inutile.

#### Venditore e appaltatore
Se appare lapalissiana l'appartenenza delle prestazioni di questi soggetti tra quelle fungibili, l'applicazione del rimedio non è così semplice in quanto in questi casi intervengono le regole di garanzia, che tra l'altro non guardano all'adempimento della parte ma all'assicurare un risultato. Si ritiene allora che le prime intervengano sui vizi della cosa venduta, mentre la coazione all'adempimento solo in caso di ritardi o di una garanzia di buon funzionamento della cosa stessa.

### Obblighi di non fare
In questi casi la tutela avrà solitamente carattere ripristinatorio-restitutorio in quanto il giudice ordina la distruzione di quanto fatto senza osservare l'obbligo. La coazione interverrà in ambiti residuali dove non interviene la tutela reale, ovvero in fattispecie come i patti di non concorrenza, obblighi derivanti da rapporto di lavoro e altri obblighi atipici.

### Esecuzione specifica dell'obbligo di concludere un contratto
L'art.2932 c.c. stabilisce che il giudice può emanare una sentenza che produca gli effetti del contratto non concluso, purché il titolo non escluda tale possibilità. Superate le perplessità di antiche dottrine prima della sua entrata in vigore che richiamavano l'impossibilità di una sentenza costitutiva che si sostituisse alla volontà negoziale della parte, può dirsi che in realtà tale rimedio non inficia sul negozio, tra l'altro già concluso, ma sugli effetti giuridici dell'esecuzione del contratto rimasto inattuato.